# KrAZ-256B
Der KrAZ-256B (ukrainisch КрАЗ-256Б) ist ein Lastkraftwagen des sowjetischen und später ukrainischen Herstellers KrAZ. Er wurde von 1966 bis 1994 produziert und danach vom KrAZ-6510 und anderen Typen abgelöst. Das Fahrzeug ist eine Variante des KrAZ-257 mit Kippmulde.
Teilweise findet sich in der Literatur auch die Bezeichnung KrAZ-256.

## Fertigungsgeschichte
Bereits ab 1959, dem Fertigungsbeginn der Lastwagenproduktion bei KrAZ, wurde mit dem KrAZ-222 ein schwerer dreiachsiger Kipper gefertigt. Dieser basierte auf dem Fahrgestell des KrAZ-219 und ähnelte dem KrAZ-256B besonders im Aussehen stark. So wurde der KrAZ-256B in den ersten Jahren noch mit Scheinwerfern ausgeliefert, die wie beim Vorgängermodell in runden Fassungen und nicht, wie bei der neuen Generation Lastwagen, in eckigen Blechkästen auf den Kotflügeln untergebracht waren.
Im Zuge von Modellerneuerungen wurde der Lastwagen 1977 in KrAZ-256B1 umbenannt. Diese Bezeichnung behielt er bis zum Produktionsende 1994 bei. Die Neuerungen bestanden hauptsächlich in Detailverbesserungen, einzig an der Bremsanlage wurden größere Änderungen vorgenommen.
1986 wurden 18 spezielle Exemplare hergestellt, die bei den Aufräumarbeiten im teilweise zerstörten Kernkraftwerk Tschernobyl zum Einsatz kamen. Änderungen wurden hauptsächlich an der Kabine vorgenommen, um den Fahrer zu schützen. Das Modell wurde als KrAZ-256B1-030 bezeichnet.
Die klassischen Ausführungen des Modells KrAZ-256B wurden in größeren Stückzahlen exportiert. Abnehmer war auch die DDR, wo das Fahrzeug auf vielen Baustellen eingesetzt wurde. Im Test des KTA in Dresden wurden 1967 Überschreitungen sowohl der zulässigen Außen- als auch Innengeräusche festgestellt.

## Technische Daten

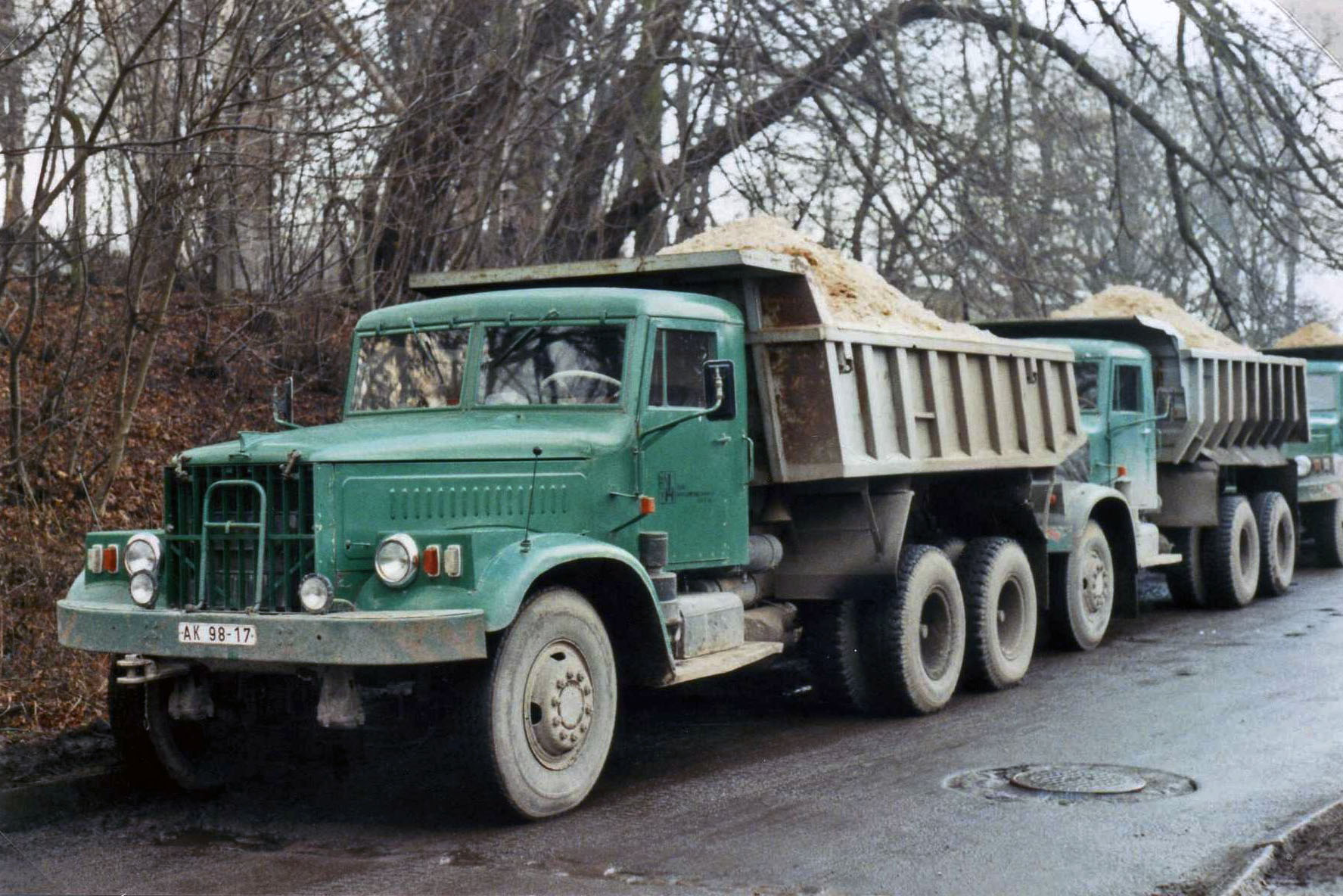
Drei KrAZ-256B mit Kennzeichen des Bezirks Rostock (1990)

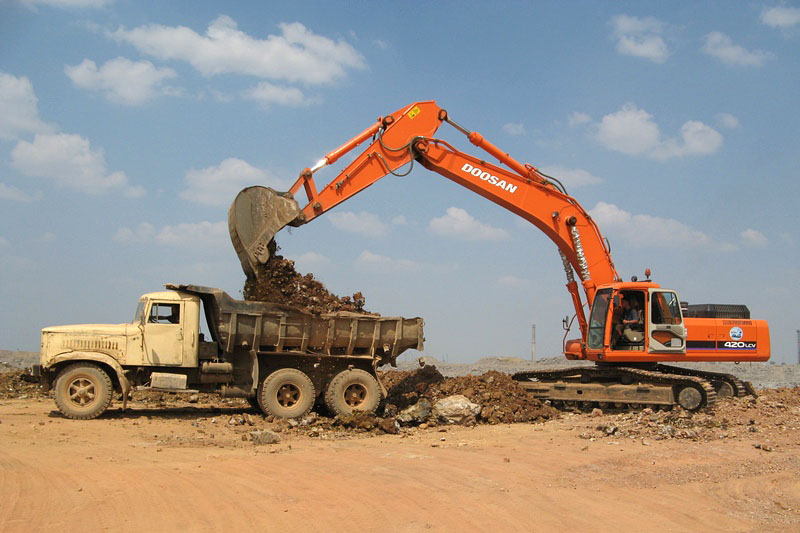
Ein KrAZ-256B in Kasachstan wird beladen (2008)

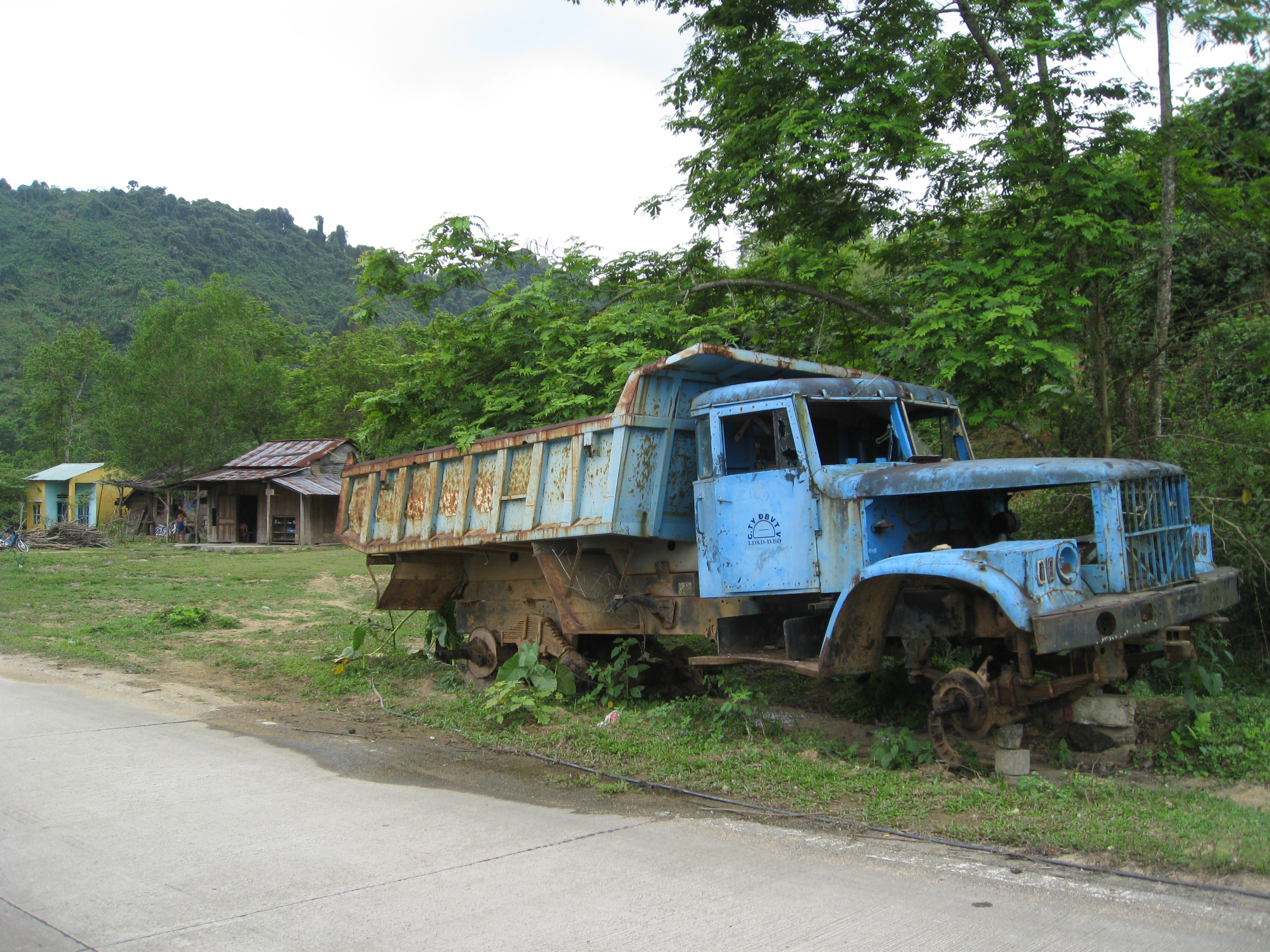
Ausgeschlachteter KrAZ-256B in Vietnam (2009)

### Technische Daten (1967)
- Motor: Achtzylinder-Dieselmotor[1]
- Motortyp: JaMZ-238A
- Hubraum: 14,86 l
- Leistung: 215 PS (158 kW) bei 2100/min
- Drehmoment: 785 Nm bei 1500/min
- Getriebe: 5-Gang-Schaltgetriebe, 2. bis 5. Gang synchronisiert, mit nachgeschaltetem Zusatzgetriebe
- Lenkung: Schneckengetriebe
- Federung: Halbelliptik-Längsblattfedern vorn/hinten, vorn mit Stoßdämpfern, hinten ungedämpft
- Betriebsbremse: pneumatische Zweikreisdruckluftbremse
- Tankinhalt: 225 l Dieselkraftstoff
- Motoröl: 35 l
- Höchstgeschwindigkeit: 68 km/h
- Wendekreis: 21 m
- Antriebsformel: 6×4

Abmessungen
- Länge: 8100 mm
- Länge der Ladefläche (Mittenmaß): 4440 mm
- Breite: 2650 mm
- Höhe: 2800 mm
- Bodenfreiheit: 290 mm
- Radstand: 4100 mm + 1400 mm

Gewichte
- Nutzlast: 10.000 kg
- Leergewicht: 11.700 kg
- Zulässiges Gesamtgewicht: 21.700 kg

### Angaben für das spätere Modell KrAZ-256B1
- Motor: Achtzylinder-Dieselmotor
- Motortyp: JaMZ-238
- Hubraum: 14,86 l
- Leistung: 240 PS (177 kW)
- Treibstoffverbrauch: 39 l/100 km (bei 60 km/h)
- Tankinhalt: 165 l Dieselkraftstoff
- Höchstgeschwindigkeit: 68 km/h
- Bremsweg: 17,2 m aus 40 km/h
- Maximal befahrbare Steigung: 32 %
- Wendekreis (gemessen am Vorderrad): 24,6 m
- Antriebsformel: 6×4

Abmessungen
- Länge: 8100 mm
- Länge der Ladefläche: 4100 mm
- Breite: 2630 mm
- Höhe: 2830 mm
- Höhe des Randes der Kippmulde: 2335 mm
- Maximale Höhe bei aufgestellter (gekippter) Mulde: 5900 mm
- Spur (vorne): 1970 mm
- Spur (hinten außen, Doppelbereifung): 2430 mm
- Bodenfreiheit: 290 mm
- Radstand: 4080 mm + 1400 mm
- Inhalt Kippmulde: 6 m³

Gewichte
- Nutzlast: 12.500 kg
- Leergewicht: 10.850 kg
- Zulässiges Gesamtgewicht: 23.515 kg
- Maximale Achslast vorne: 4570 kg
- Maximale Achslast hinten (Doppelachse): 18.945 kg